# 簡易裁判所判事
簡易裁判所判事（かんいさいばんしょはんじ）は、日本の裁判官のひとつ。「簡裁判事」又は単にカンパンと略される。

## 概要
下級裁判所の裁判官のひとつであり（裁判所法5条2項）、各簡易裁判所に置かれる。単に簡易裁判所に勤めている裁判官という意味だけではなく、一般の裁判官である判事補及び判事とは別の種類の裁判官の名称である。2024年4月12日現在、定員は806名である（裁判所職員定員法1条）。
一般の裁判官である判事補・判事が司法試験に合格した法曹資格を有する者から採用されるのに対し、簡易裁判所判事の多くは裁判所書記官から内部試験で登用されており、手続きとしては推薦委員会から推薦を受け、筆記試験等の法律試験や人物試験を経て選考されている。
戦後、簡易裁判所の数に対して法曹資格者が不足していたことから、法曹資格者以外にも簡易裁判所判事への門戸を開いていたが、2000年代からは司法試験制度の改正により司法試験の合格者が急速に増加し、法曹人口が拡大している。このため将来的には法曹資格者により順次欠員を埋めていくことが議論されている。
なお、高等裁判所、地方裁判所に所属する裁判官（判事または判事補）が簡易裁判所判事に兼官発令されるケースも多いが、この場合は本官は判事または判事補であるので、上述の裁判所職員定員法の定員には含まれない。
このほか、判事の職にあった者が転勤を拒んだり、家庭の事情等で、判事を中途退官し、出身地等の簡易裁判所の簡易裁判所判事となる場合がある。また、簡易裁判所判事の定年は70歳であるため、判事が65歳で定年退官した後に簡易裁判所判事になる場合もある。

## 任命
以下の任命資格のある者の中から、最高裁判所の指名に基づき内閣が任命する。
- 高等裁判所長官、判事の職にあった者（裁判所法44条1項1号）
- 判事補、検察官、弁護士、裁判所調査官、司法研修所教官、裁判所職員総合研修所教官、法務事務官、法務教官、大学院を置く大学の法律学の教授又は准教授（2007年3月までは助教授）のいずれかの職に、通算して3年以上の在職経験（判事補、大学の教授、准教授以外の職については、司法修習生の修習を終えた（司法修習を受けずに検察官になった者が、検察官（副検事を除く。）又は弁護士の職にあった場合は。司法試験合格）後の年数に限り算入できる）を有する者。（裁判所法44条1項2～5号、2項、3項）
- 多年司法事務に携わり、簡易裁判所判事の職務の必要な学識経験があると、簡易裁判所判事選考委員会の選考により認められた者（裁判所法45条）